# Mus mayori
Mus mayori (Миша Майора) — вид роду мишей (Mus).

## Поширення
Ендемік Шрі-Ланки, де відомий з декількох місць. Займає висотний діапазон від 165 до 2310 м над рівнем моря.

## Екологія
Це нічний, риючий вид. Живе в тропічних і субтропічних гірських і низовинних вічнозелених первинних та вторинних лісах. Також знайдений на вологих луках.